# Poursuite de cambrioleurs sur les toits
Poursuite de cambrioleurs sur les toits è un cortometraggio del 1898 diretto da Georges Hatot.

## Trama
Due ladri fuggono dai poliziotti attraverso i tetti, ma alla fine vengono presi.